# Штампованная марка
Штампованная марка — почтовая марка, отделяемая от соседних марок в марочном листе с помощью штампа определённой формы высечкой, который надрывает волокна бумаги по своему контуру, после чего марку впоследствии будет легко отделить продавливанием. Такой способ штампования высечкой применяется преимущественно для марок свободной формы. Примером могут служить выпускавшиеся с середины 1960-х годов почтовые марки Тонга, Бутана и др.